# Tripogon vellarianus
Tripogon vellarianus là một loài thực vật có hoa trong họ Hòa thảo. Loài này được A.K.Pradeep miêu tả khoa học đầu tiên năm 1999.